# Hyphodiscus
Hyphodiscus is een geslacht van schimmels behorend tot de familie Hyphodiscaceae. De typesoort is Hyphodiscus gregarius. De typesoort is echter later hernoemd naar Hyphodiscus theiodeus.

## Soorten
Volgens Index Fungorum telt het geslacht 14 soorten (peildatum januari 2022):
| Soortnaam                                         | Auteur(s)                                 | Publicatiejaar |
| ------------------------------------------------- | ----------------------------------------- | -------------- |
| Hyphodiscus auricolor                             | (Raitv.) Raitv.                           | 2004           |
| Hyphodiscus brachyconius                          | (W. Gams) Hosoya                          | 2014           |
| Hyphodiscus brevicollaris                         | (W. Gams) Hosoya                          | 2014           |
| Hyphodiscus delitescens                           | Huhtinen & Döbbeler                       | 2010           |
| Hyphodiscus hyaloscyphoides                       | Hosoya, J.G. Han & G.H. Sung              | 2011           |
| Hyphodiscus hymeniophilus (Buisjeszwamrijpkelkje) | (P. Karst.) Baral                         | 1993           |
| Hyphodiscus incrustatus (Kogelzwamrijpkelkje)     | (Ellis) Raitv.                            | 2004           |
| Hyphodiscus luxurians                             | (Bogale & Unter.) Hosoya                  | 2014           |
| Hyphodiscus otanii                                | Hosoya                                    | 2002           |
| Hyphodiscus pinastri                              | R. Galán & Raitv.                         | 2004           |
| Hyphodiscus smaragdinus                           | (Kirschst.) Baral                         | 2015           |
| Hyphodiscus stereicola                            | Raitv., Pärtel & K. Põldmaa               | 2011           |
| Hyphodiscus theiodeus (Schorszwamrijpkelkje)      | (Cooke & Ellis) W.Y. Zhuang               | 1988           |
| Hyphodiscus ucrainicus                            | (S.Y. Kondr.) Suija, Tsurykau & Diederich | 2018           |